# Chrysitrix
Chrysitrix L. é um género botânico pertencente à família Cyperaceae.
Na classificação taxonômica de Jussieu (1789), Chrysitrix é um gênero botânico,  ordem  Cyperoideae,  classe Monocotyledones com estames hipogínicos.

## Espécies
- Chrysitrix capensis
- Chrysitrix distigmatosa
- Chrysitrix junciformis